# Nicolet
Pour les articles ayant des titres homophones, voir Nicollet.
Pour les articles homonymes, voir Nicolet (homonymie).
Nicolet est une ville canadienne au Québec, chef-lieu de la MRC de Nicolet-Yamaska, dans la région du Centre-du-Québec. La ville est aussi un évêché et abrite l'École nationale de police du Québec. Elle est partiellement incluse dans la réserve de la biosphère du Lac-Saint-Pierre.
La langue parlée par la majorité de ses habitants est le français. L'histoire de la ville est notamment marquée par un important glissement de terrain survenu le 12 novembre 1955.

## Toponymie
Le nom de Nicolet commémore Jean Nicolet (vers 1598-1642), explorateur et commis d'épicerie de la compagnie des Cent-Associés qui explora la région des Grands Lacs jusqu'au Mexique. Nicolet n'a jamais habité cet endroit, mais il a exploré l'endroit durant les sept années qu'il résidait à Trois-Rivières. L'endroit est aussi connu en abénaqui sous le nom de pinguin ou Pithiganek, qui signifie « l'entrée ».

## Histoire
En 1668, Pierre Mouet sieur de Moras s'établit sur l'île qui porte son nom et construit son manoir seigneurial. Jean Talon concéda la seigneurie de Nicolet à Arnoult de Bois de Loubias en 1672. La seigneurie fut acquise en 1673 par Michel Cressé puis en 1696 par Jean-Baptiste Poulin de Courval. La mission Saint-Jean-Baptiste fut fondée en 1701. Une chapelle fut construite en 1710 sur le terrain de Jacques Daniau et un presbytère fut ajouté en 1722. Nicolet obtint un curé résident en 1729. La seconde église fut construite entre 1734 et 1740. Les premiers colons Acadiens arrivèrent à Nicolet en 1756, à la suite de la déportation des Acadiens. La troisième église fut construite entre 1781 et 1784. La première école élémentaire ouvrit ses portes en 1801.
Le Séminaire de Nicolet, troisième collège classique du Bas-Canada, ouvrit ses portes en 1803. La paroisse Saint-Jean-Baptiste de Nicolet fut érigée canoniquement en 1831. La quatrième église fut construite en 1873. Le clocher s'effondra peu après mais ne put être reconstruit à cause de la faiblesse de la structure. Le siège épiscopal de Nicolet fut établi en 1885.
En 1887, les Frères des écoles chrétiennes fondèrent l'Académie commerciale. La construction de la deuxième cathédrale commença en 1897 mais une partie de l'édifice s'effondra en 1899. Le 21 juin 1906, un incendie détruisit un quartier de la ville comprenant les deux cathédrales et la Maison-mère des Sœurs de l'Assomption. Le nouveau siège-social des Sœurs de L'Assomption et l'École normale pour jeunes filles furent inaugurées en 1908. L'École d'agriculture fut fondée en 1938 au Séminaire de Nicolet.
Dans un contexte de Guerre froide depuis 1947, de la guerre de Corée depuis 1950 et d'une participation active au sein de l'OTAN, un centre d'essai des Forces canadiennes fut érigé en mai 1952 sur le territoire de la municipalité. En effet, sur l'île Moras, à Nicolet-Sud, le CEEM fait l'essai d'armes et de munitions de tous types pour le compte de la Défense nationale, de l'armée américaine, de l'OTAN et de fabricants d'armes canadiens, dont les Technologies industrielles SNC.
Le 21 mars 1955, un incendie détruisit 35 immeubles et jeta 75 familles à la rue. Une place porte maintenant l'odonyme « Place du 21-Mars » en mémoire de cette tragédie.
Le 12 novembre 1955, à 11 h 50 heure locale, 5 ans après un glissement de terrain mineur, un glissement de terrain des berges de la rivière Nicolet détruisit l'Académie commerciale et une partie de l'évêché. La cathédrale dut être démolie. Trois personnes perdirent la vie. Une rue porte maintenant le nom de « rue du 12-Novembre » en mémoire de cet effondrement. La rue en question longe la rivière Nicolet, là où a eu lieu l'éboulement. La cathédrale actuelle fut inaugurée en 1963.
L'atelier et maison Rodolphe-Duguay ont été construits respectivement en 1854 et 1927. L'ancienne bâtisse du Séminaire de Nicolet abrite l'École nationale de police du Québec depuis 1968.

### Chronologie municipale
- 1845 : Constitution de la municipalité Saint-Jean-Baptiste-de-Nicolet.
- 1er juillet 1855 : La municipalité de paroisse de Saint-Jean-Baptiste-de-Nicolet est constituée lors du premier découpage municipal du Québec.
- 24 décembre 1872 : La ville de Nicolet se détache de Saint-Jean-Baptiste-de-Nicolet. Arrivée des sœurs de l'Assomption de la Sainte Vierge qui déménagent leur siège social de Saint-Grégoire Le Grand.
- 10 mai 1930 : La municipalité de Nicolet-Sud se détache de Saint-Jean-Baptiste-de-Nicolet.
- 27 décembre 2000 : Nicolet, Nicolet-Sud et Saint-Jean-Baptiste-de-Nicolet fusionnent sous le nom de ville de Nicolet.

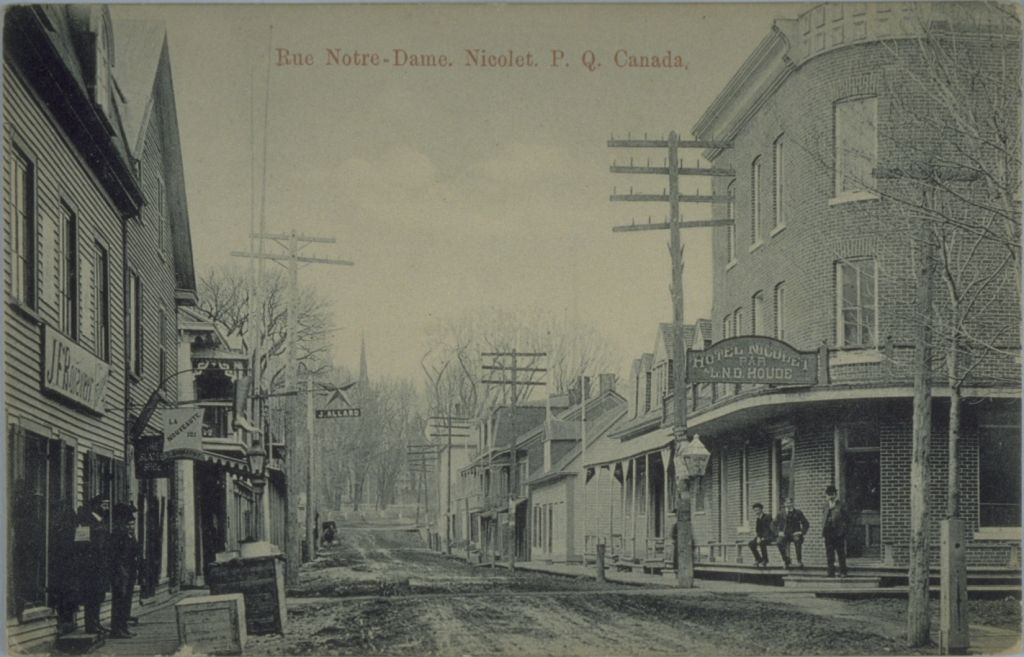
Rue Notre-Dame à Nicolet vers 1910.
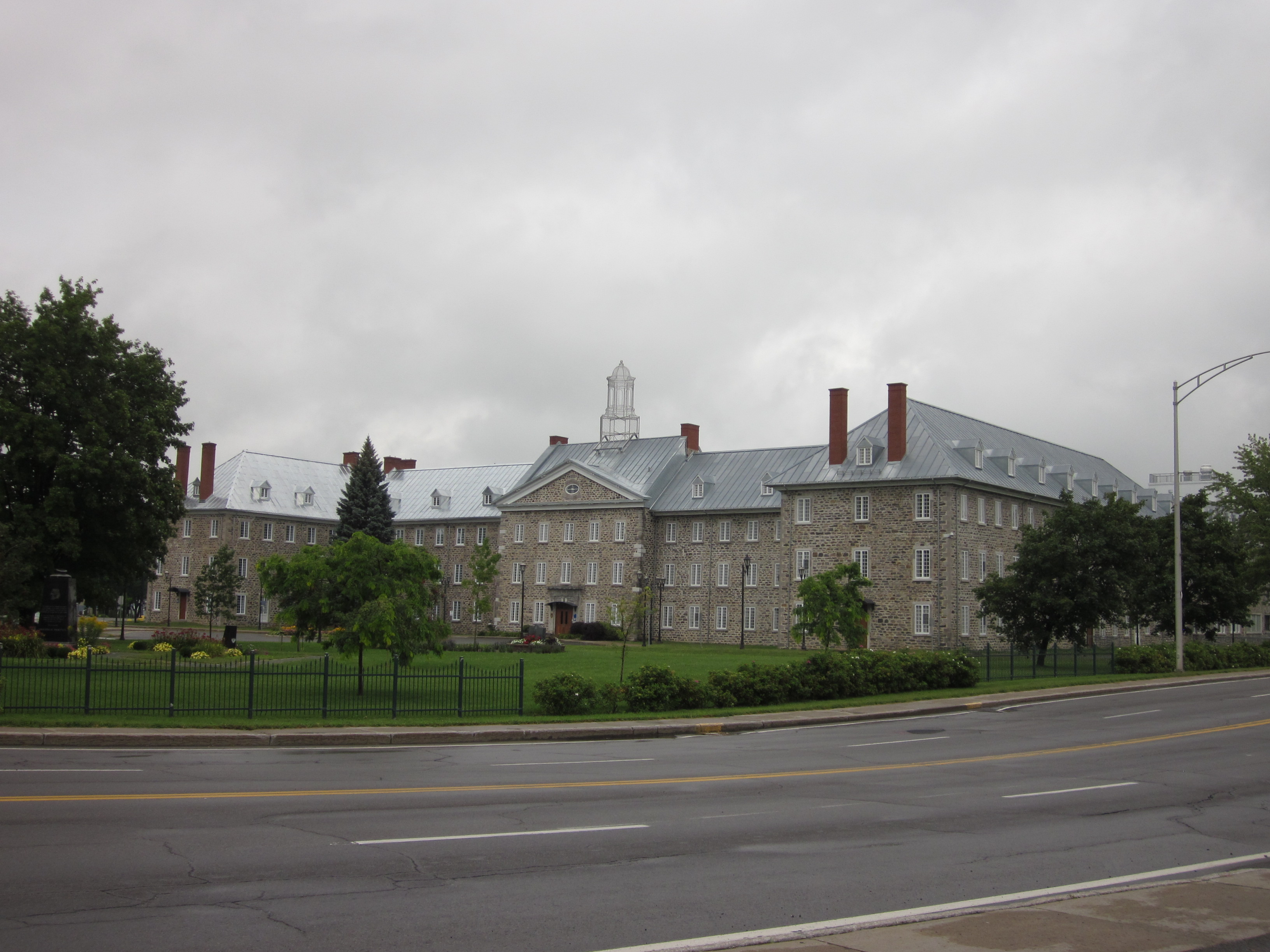
École nationale de police du Québec, ancien Séminaire de Nicolet.

## Géographie
Nicolet est située à 140 km au nord-est de Montréal et à 20 km au sud-ouest de Trois-Rivières, son territoire est de 96,11 km2. 
La ville est située dans les basses-terres du Saint-Laurent. Le relief de Nicolet est généralement plat, avec une légère pente allant du nord vers le sud. Il est entrecoupé par les vallées de la rivière Nicolet et la rivière Nicolet Sud-Ouest sur un axe nord-ouest / sud-est. L'altitude va de 3 m au niveau du lac Saint-Pierre et du fleuve Saint-Laurent à 52 m près de La Visitation-de-Yamaska. La ville est située à la limite est du lac Saint-Pierre. Le sous-sol est composé de schiste, de grès et de calcaire datant de l'Ordovicien supérieur.
Nicolet est traversée par la route 132, qui scinde la ville selon un axe est-ouest et qui la relie à Bécancour et Sorel-Tracy. Elle est aussi située à l'extrémité nord de la route 259. Nicolet n'est pas reliée à un service de transport en commun.

### Municipalités limitrophes
Elle partage ses limites avec les villes de Trois-Rivières et Bécancour, les municipalités de Grand-Saint-Esprit, Sainte-Monique, La Visitation-de-Yamaska et Baie-du-Febvre.

## Démographie
| 2001  | 2006  | 2011  | 2016  | 2021  |
| ----- | ----- | ----- | ----- | ----- |
| 7 928 | 7 827 | 7 828 | 8 169 | 8 620 |

## Administration

### Conseil municipal
La ville de Nicolet est représentée par un maire et six conseillers. Comme pour la majorité des municipalités du Québec, ceux-ci sont indépendants et sont élus en bloc. La dernière élection a eu lieu le 1er novembre 2009. Le conseiller Denis Jutras a été réélu avec 64,2 % des votes. Tous les autres candidats ont été élus sans opposition.
| Mandat      | Fonction    | Nom                                                                                       |
| ----------- | ----------- | ----------------------------------------------------------------------------------------- |
| 2005 - 2009 | Maire       | Alain Drouin                                                                              |
| 2005 - 2009 | Conseillers | Yannick Morin, Michel Paradis, Jean Rousseau, Stéphane Biron, Sylvie Côté et Denis Jutras |
| 2009 - 2013 | Maire       | Alain Drouin                                                                              |
| 2009 - 2013 | Conseillers | Yannick Morin, Michel Paradis, Jean Rousseau, Stéphane Biron, Sylvie Côté et Denis Jutras |

| Nicolet Maires depuis 2005                                                                                           |                  |         |          |
| Élection | Maire            | Qualité | Résultat |
| 2005 | Alain Drouin     |         | Voir     |
| 2009 | Alain Drouin     | Voir    |          |
| 2013 | Alain Drouin     | Voir    |          |
| 2016 | Geneviève Dubois |         | Voir     |
| 2017 | Geneviève Dubois | Voir    |          |
| 2021 | Geneviève Dubois | Voir    |          |
| Élection partielle en italique Depuis 2005, les élections sont simultanées dans toutes les municipalités québécoises |                  |         |          |

## Protection du territoire
La partie à l'est de la rivière Nicolet et au nord de la route 132 fait partie de la réserve de la biosphère du lac Saint-Pierre. Cette réserve, créée en 2000 vise la protection du lac Saint-Pierre, dont 12 % du territoire est demeuré sauvage, tout en permettant aux humains vivant à l'intérieur de vivre en harmonie. Le lac est aussi une halte migratoire importante pour les oiseaux et est reconnu comme site Ramsar. Le refuge d'oiseaux de Nicolet, qui est en partie dans la ville, est considéré comme aire centrale de la réserve.
En plus de la réserve, on retrouve dans la ville le parc écologique de l'Anse du Port situé sur la rive du Saint-Laurent. À l'aide d'un sentier de 823 m de long, ce parc permet de traverser les marais et d'atteindre le fleuve.
Dans le secteur urbain, on retrouve deux réserves naturelles en milieu privé, soit les réserves naturelles du Boisé-des-Sœurs-de-l’Assomption et du Boisé-du-Séminaire. La ville loue les deux terrains pour y aménager un parc urbain.

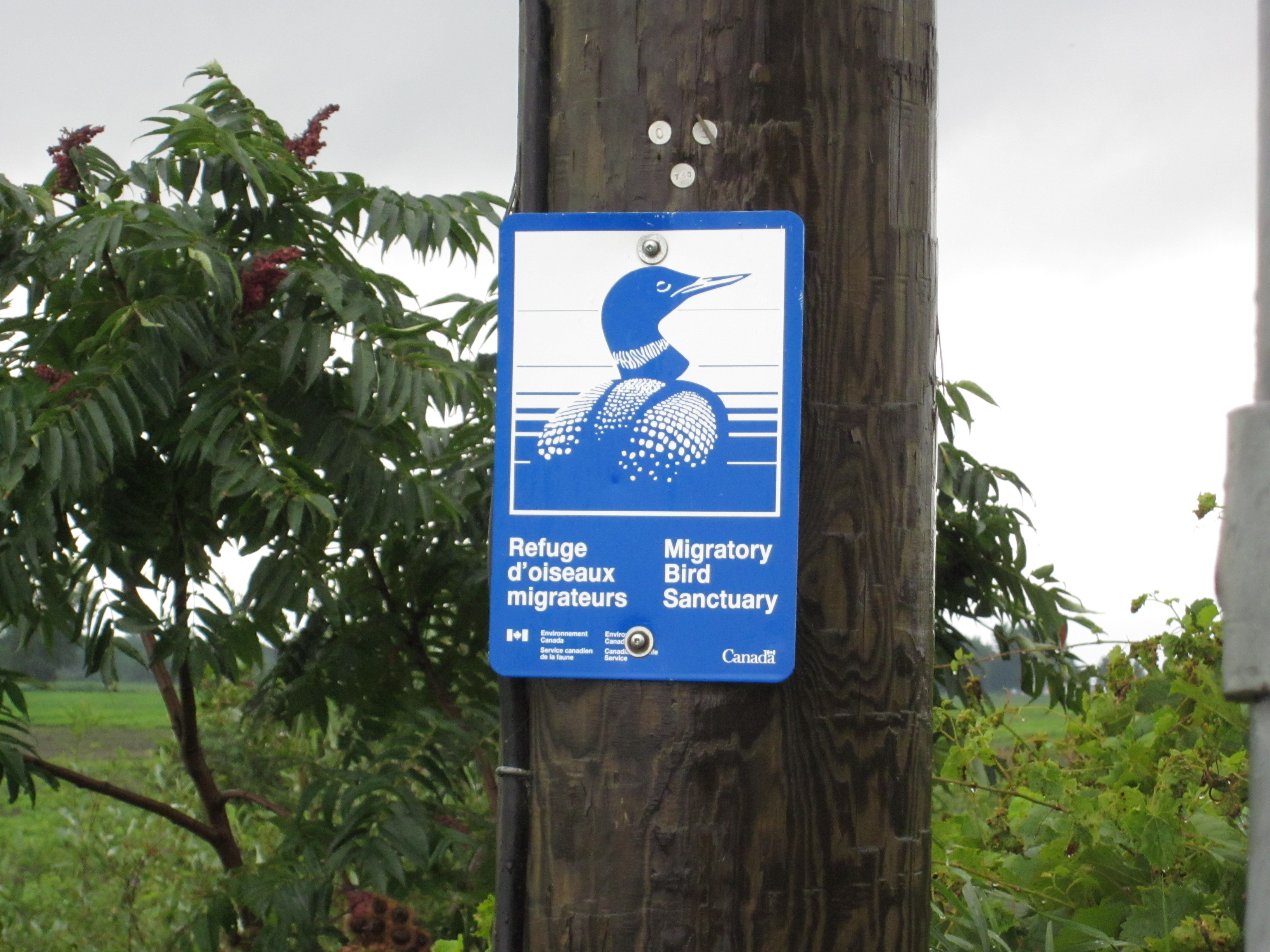
Refuge d'oiseaux de Nicolet.
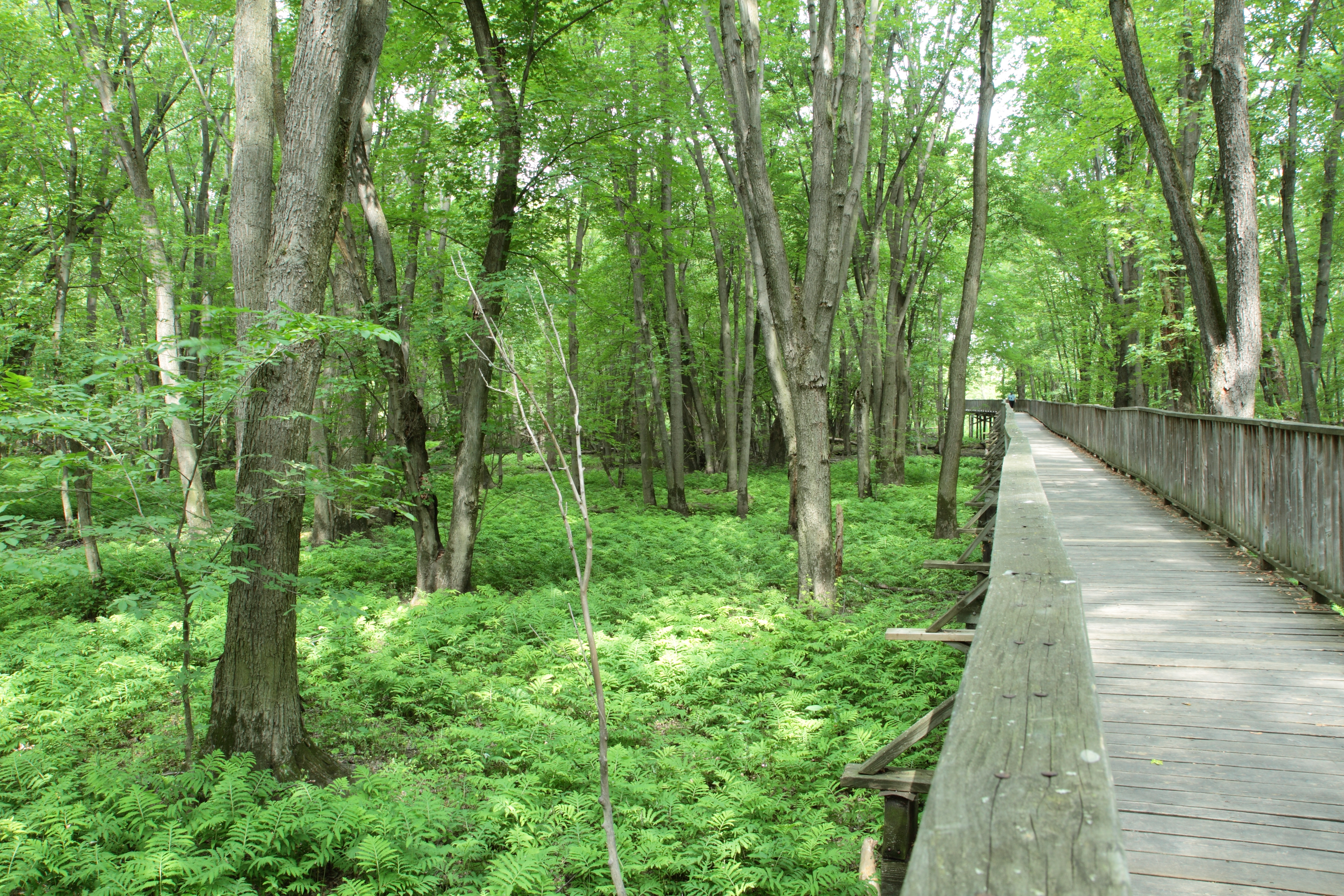
Parc écologique de l'Anse du Port.

## Éducation
L'école primaire Curé-Brassard, située sur le boulevard Louis-Fréchette, accueille les élèves de la maternelle à la sixième année. L'école secondaire Jean-Nicolet, située sur la rue Monseigneur-Brunault, accueille les élèves du secondaire 1 à 5. Le Collège Notre-Dame-de-l'Assomption (CNDA), situé sur la rue Saint-Jean-Baptiste, est une école secondaire privée mixte.
Au niveau de l'éducation supérieure, Nicolet possède l'École nationale de police du Québec et l'École d'agriculture de Nicolet. Trois-Rivières, située à une vingtaine de kilomètres de Nicolet, possède d'autres collèges et une université.

## Institutions religieuses
La ville fait partie du diocèse de Nicolet.

## Culture

### Musées
Le musée des cultures du monde, unique en Amérique, existe depuis septembre 1982. La mission du musée est de porter un regard humain et ethnologique sur les cinq grandes traditions religieuses du monde, c'est-à-dire le christianisme, le judaïsme, l'hindouisme, le bouddhisme et l'islam. Le musée met en valeur des objets témoins de la dimension spirituelle de l'être humain. La collection du musée comprend environ 130 000 objets, dont 100 000 images pieuses. Le musée offre aussi des expositions temporaires variées et accessibles à tous. Annexé au musée, se trouve le parc littéraire L'arbre des mots, créé par Pierre Chatillon, comprend des sculptures de métal illustrant les textes d'auteurs de la région.
La maison Rodolphe-Duguay est une maison du début du XIXe siècle ayant appartenu au peintre-graveur Rodolphe Duguay. Le musée, étant consacré à lui et son épouse, l'écrivaine Jeanne L'Archevêque, comprend une réplique de l'atelier qu'occupa l'artiste à Paris durant les années 1920, ainsi qu'un jardin. Le musée organise entre autres des expositions d'artistes locaux, des ateliers, des récitals et des activités en plein air.
Le musée historique des sœurs de l'Assomption est consacré à l'histoire de cette communauté religieuse vouée à l'éducation des filles. La collection comprend des objets souvenirs, des sculptures, de l'artisanat, des objets liturgiques, des costumes religieux, des instruments de musique ainsi que des objets provenant des missions ailleurs au Canada et dans le monde.

### Architecture et monuments
La cathédrale Saint-Jean-Baptiste de Nicolet est situé au centre-ville. 

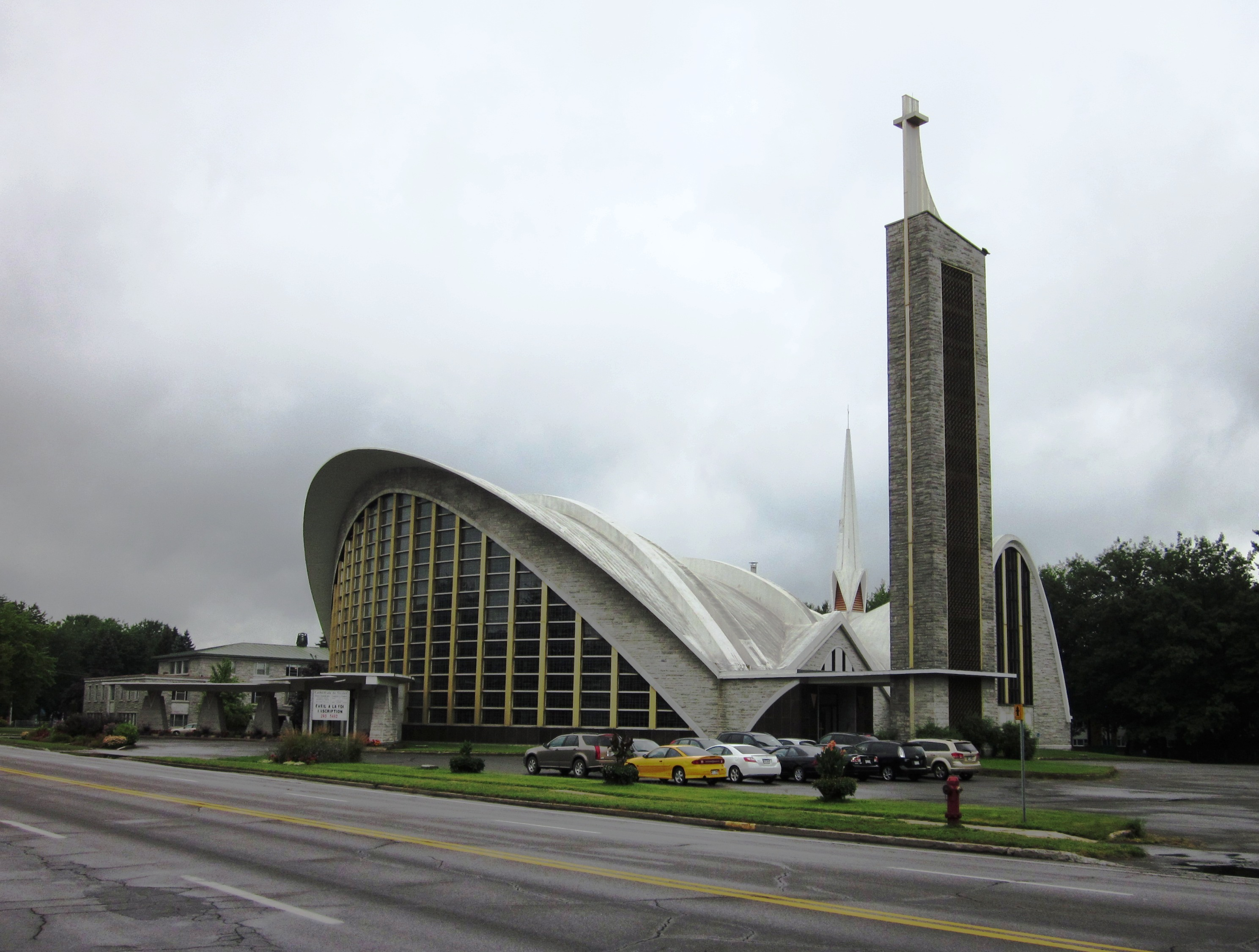
Cathédrale Saint-Jean-Baptiste de Nicolet face au musée des religions du monde.
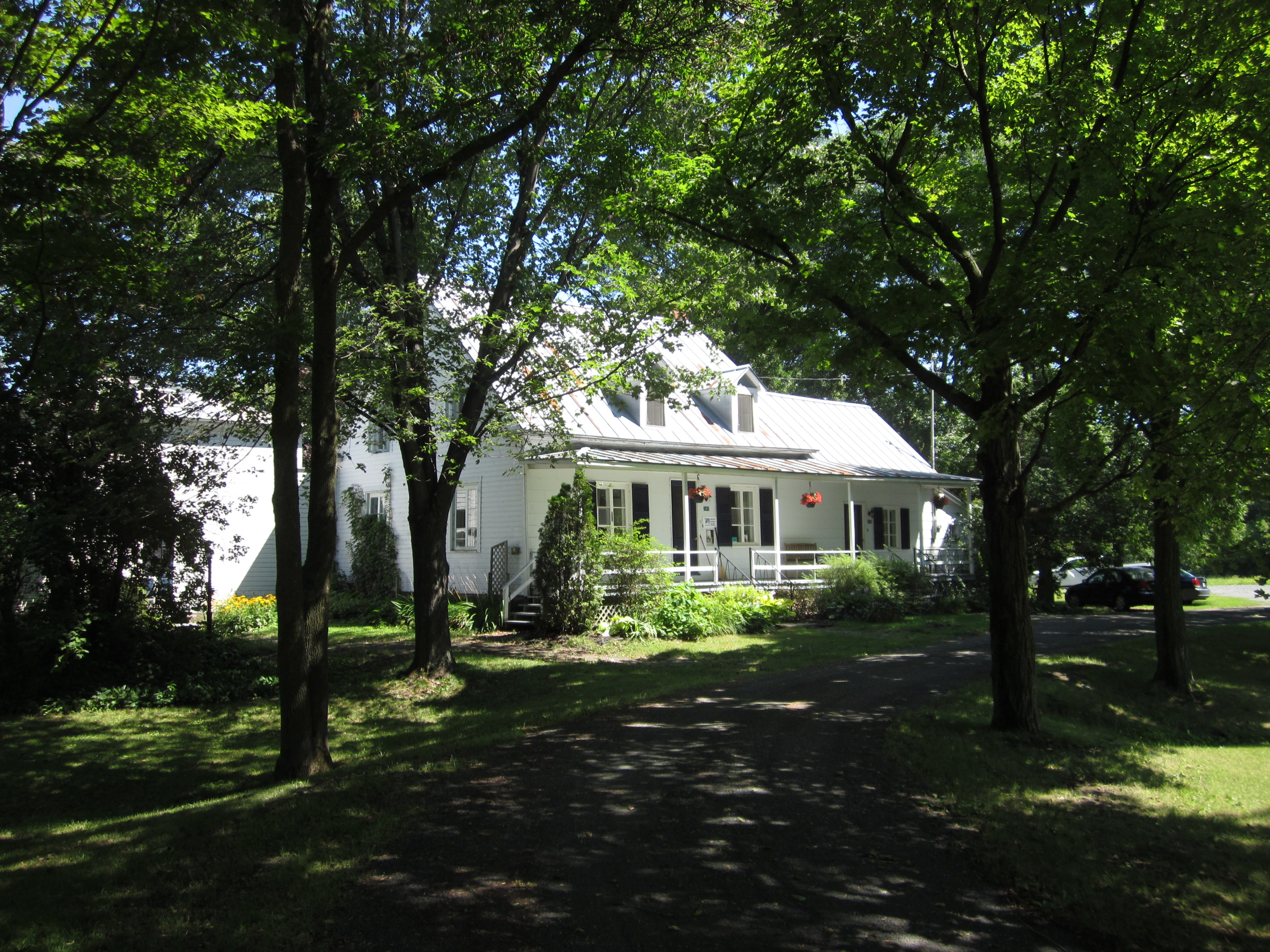
Maison Rodolphe-Duguay.

## Personnalités
- Pierre Chatillon, écrivain
- Rodolphe Duguay, peintre
- Mathieu Fortin, écrivain
- Jean-François Baril, humoriste
- Jean-Claude Gélinas, humoriste
- Arthur Lemay, illustrateur, caricaturiste, auteur de bandes dessinées
- Juliette Béliveau, actrice et chanteuse
- Jean-Michel Blais, pianiste
- Adolphe Chatillon, religieux éducateur, vénérable
- La famille Caron, dynastie architecturale
- Philias Coulombe, photographe